# Surmaczowo
Surmaczowo (biał. Сурмачоваа; ros. Сурмачёвоо) – wieś na Białorusi, w obwodzie witebskim, w rejonie brasławskim, w sielsowiecie Druja.

## Historia
W czasach zaborów w gminie Druja, w powiecie dzisieńskim, w guberni wileńskiej Imperium Rosyjskiego
W latach 1921–1945 kolonia a następnie kolonia, osada młyńska i zaścianek leżały w Polsce, w województwie wileńskim, w powiecie dziśnieńskim, od 1926 w powiecie brasławskim, w gminie Druja.
Według Powszechnego Spisu Ludności z 1921 roku kolonię zamieszkiwały 3 osoby, 2 były wyznania rzymskokatolickiego, 1 prawosławnego. Jednocześnie 2 mieszkańców zadeklarowało polską przynależność narodową a 1 rosyjską. Był tu 1 budynek mieszkalny.
W 1931 wykazano trzy miejscowości. Zaścianek, kolonię i osadę młyńską.
Zgodnie z Wykazem miejscowości zamieszkiwało:
- zaścianek w 4 domach 22 osoby[7].
- kolonię  w 6 domach 41 osób[7]
- osadę młyńską  w 3 domach 4 osoby[8]

Wierni należeli do parafii rzymskokatolickiej i prawosławnej w Drui. Miejscowość podlegała pod Sąd Grodzki w Drui i Okręgowy w Wilnie; właściwy urząd pocztowy mieścił się w Drui.
W wyniku napaści ZSRR na Polskę we wrześniu 1939 miejscowość znalazła się pod okupacją sowiecką. 2 listopada została włączona do Białoruskiej SRR. Od czerwca 1941 roku pod okupacją niemiecką. W 1944 miejscowość została ponownie zajęta przez wojska sowieckie i włączona do Białoruskiej SRR.
Od 1991 w składzie niepodległej Białorusi.